# JNR Classe ED15
A Classe ED15 (ED15形) foi uma série de apenas três unidades operadas antigamente no Japão de 1926 até 1960. A Classe ED15 foi a primeira série de locomotivas de linha principal construídas domesticamente no Japão.

## História
Três locomotivas foram construídas pela Hitachi em Mito, Ibaraki, em 1926, baseada em locomotivas elétricas anteriormente importadas do exterior. Inicialmente designadas como Classe 1170 sob a temática de numeração original da Japanese Government Railways (JGR), as locomotivas tornaram-se Classe ED15 a partir de 1928.
As locomotivas foram utilizadas inicialmente na Linha Principal de Tōkaidō para transporte de cargas, e mais tarde empregadas na Linha Principal de Chūō.
As locomotivas foram retiradas do serviço entre 1959 e 1960.

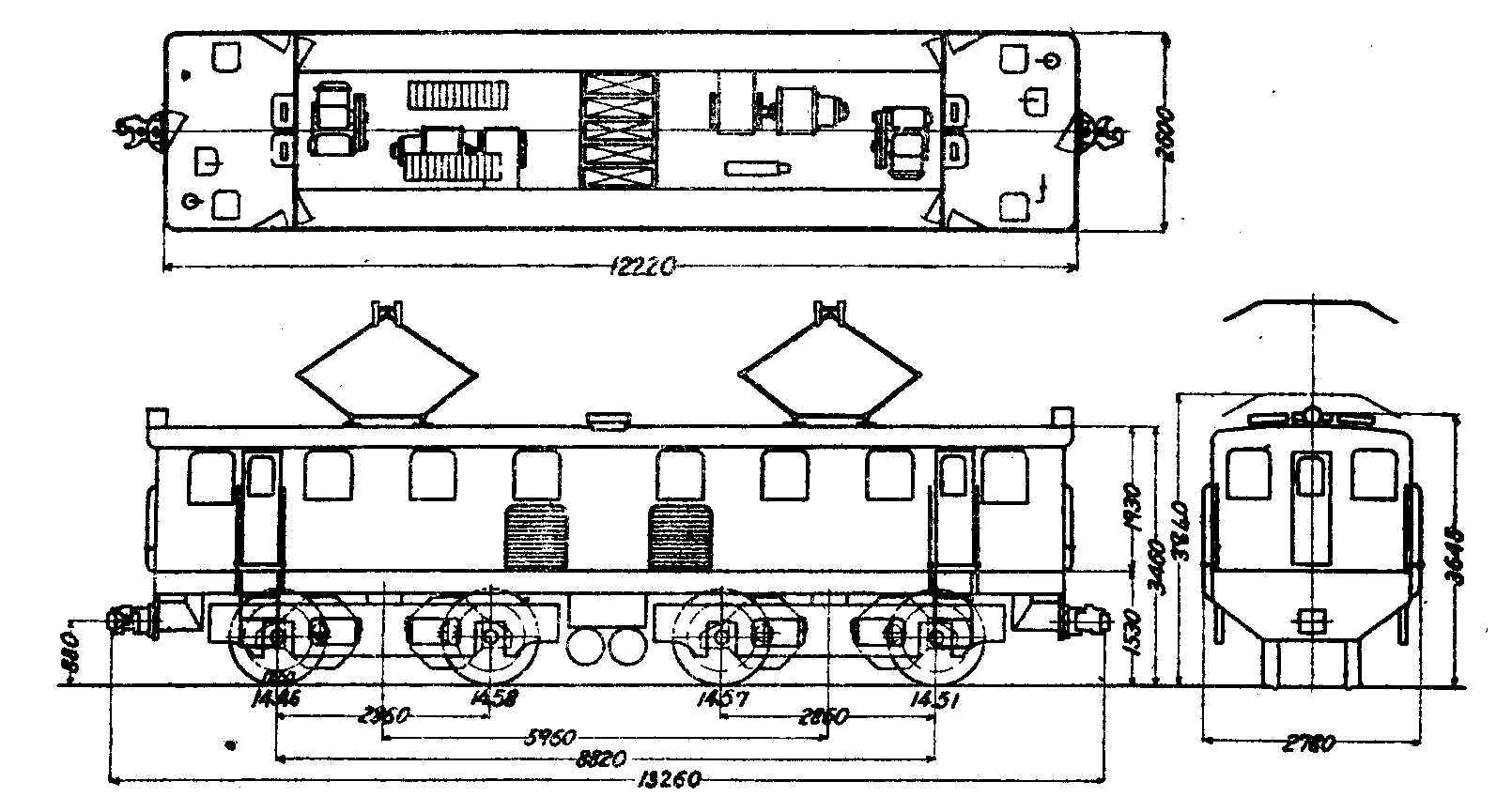
Desenho da ED15 1
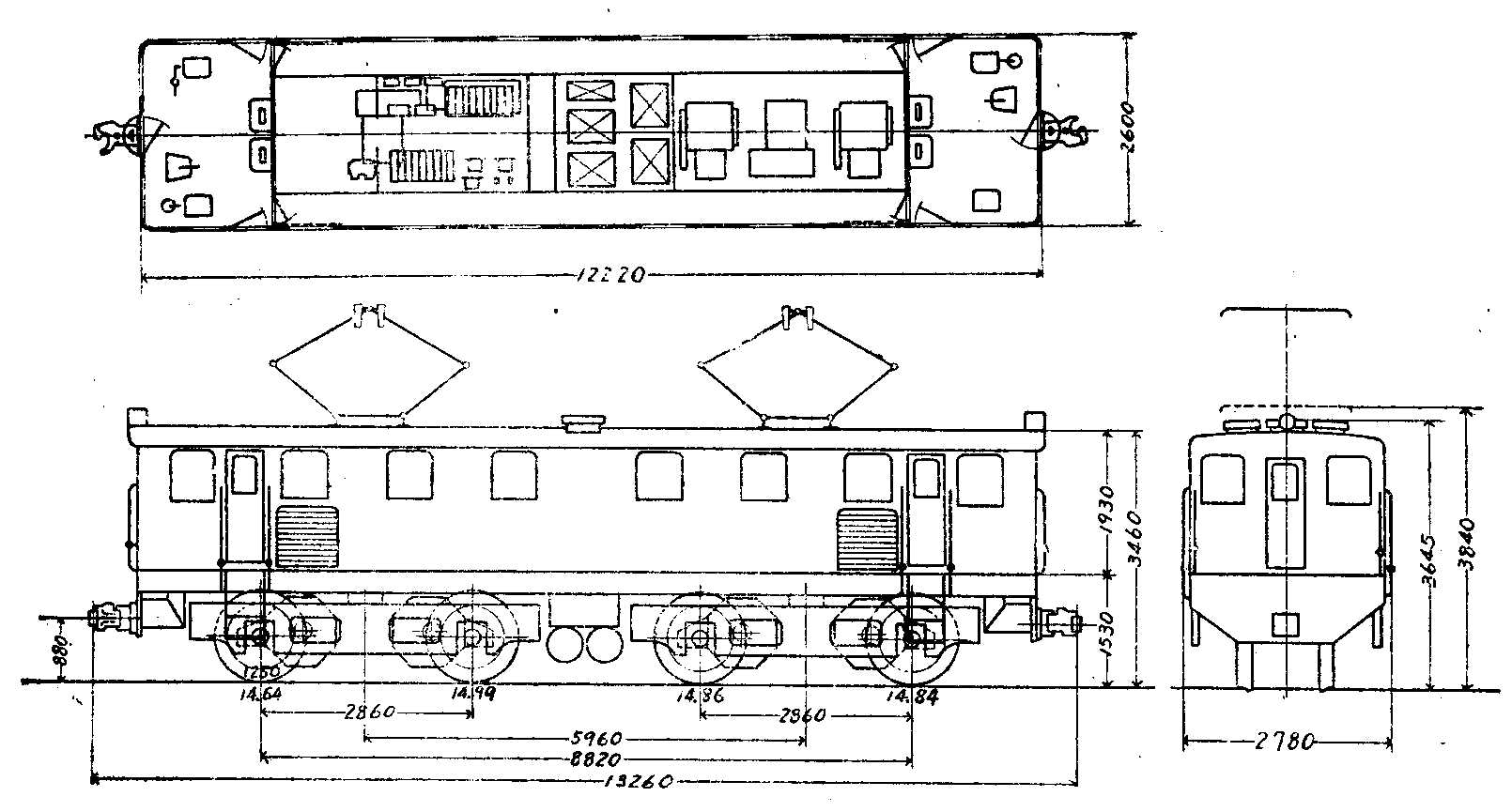
Desenho da ED15 2
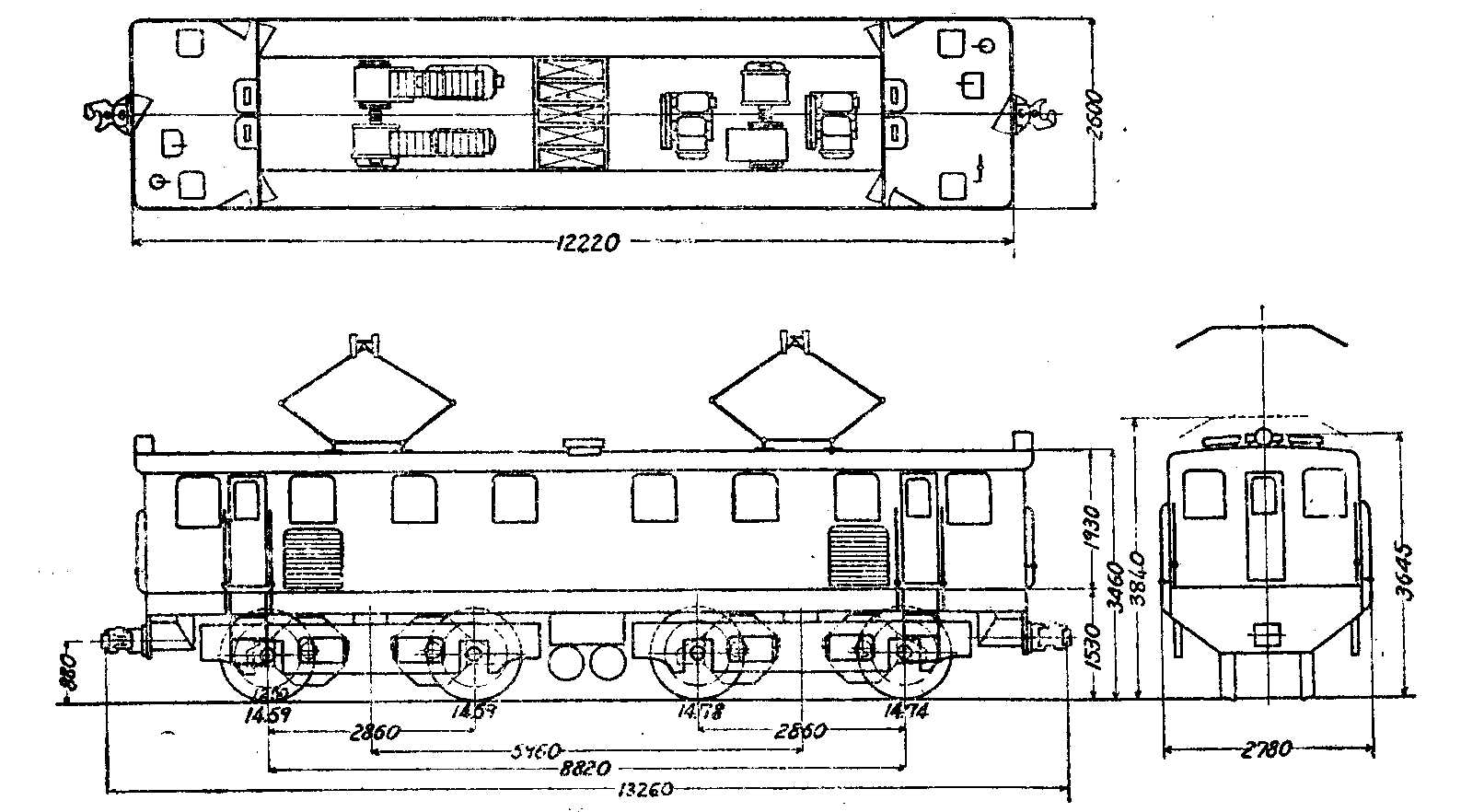
Desenho da ED15 3

## Preservação
Somente a locomotiva ED15 1 encontra-se preservada na Fábrica Hitachi Mito em Hitachinaka, Ibaraki.

## Classificação
A classificação ED15 para este tipo de locomotiva está explicado abaixo, seguindo a classificação japonesa de locomotivas elétricas.
- E: Locomotiva elétrica
- D: Quatro eixos de tração
- 15: Locomotiva com velocidade máxima de 85 km/h (52,8 mph) ou menos